# Zivert
Zivert (справжнє ім'я Юлія Дмитрівна Зіверт, рос. Юлия Дмитриевна Зиверт; нар. 28 листопада 1990 (34 роки) , Москва ) — українська та російська російськомовна поп-співачка українського походження.

## Біографія
Народилася 28 листопада 1990. з  віку 5 років мешкала в Одесі.
Дебютну пісню «Чак» виклала на YouTube 1 квітня 2017 року. Друга пісня, рос. «Анестезия», вийшла 15 вересня.
Записала пісню рос. «Ветер перемен» для 2 сезону російського телесеріалу «Чорнобиль. Зона відчуження». Прем'єра серіалу відбулася 10 листопада 2017 року на ТВ3.
6 квітня 2018 року випустила перший EP міні-альбом рос. «Сияй» з 4 треків: рос. «Еще хочу», «Зелёные Волны», «Сияй» і «Океан».
5 червня 2018 року на YouTube вийшла пісня рос. «Еще хочу». 12 березня 2019 року — «Life», зйомки якого відбувалися в Гонконзі.
З 2022-го року мешкає на острові Балі (Індонезія).

## Дискографія

### Альбоми
- 2019 — Vinyl #1

### Міні-альбоми
- 2018 — Сияй

### Пісні
- 2017 — «Чак»
- 2017 — «Анестезия»
- 2017 — «Анестезия» (Slider & Magnit Remix)
- 2018 — «Ещё хочу» (Black Station Remix)
- 2018 — «Зелёные волны» (DJ Amor Remix)
- 2018 — «Life»
- 2018 — «Life» (Lavrushkin & Mephisto Remix)
- 2018 — «Можно всё»
- 2018 — «Life» (Black Station Remix)
- 2019 — «Шарик»
- 2019 — «Паруса» (feat. Мот)
- 2019 — «Beverly Hills»
- «Crazy»
- 2019 — «Credo»
- «Fly»
- «Безболезненно»
- «Бродяга-дождь»
- «Океан»
- «Двусмысленно» (feat. M'Dee)
- «Ветер перемен»

## Нагороди
- 2021 — музична премія Top Hit Music Awards, перемога у номінації «Відеокліп року (змішаний вокал) YouTube Ukraine» за відеокліп «Bestseller» (feat. Макс Барських)[джерело?].